# Syuichi Nakano
Syuichi Nakano (中野 主一 Nakano Shuichi?,  nacido el 11 de septiembre de 1947) es un astrónomo japonés. Está especializado en el estudio de los cometas, en particular calculando sus órbitas y realizando predicciones de cuando un cometa periódico realizará una nueva aproximación a su perihelio. Es considerablemente mucho más difícil predecir las órbitas de cometas que de cualquier otro tipo de objetos del Sistema Solar, ya que sus órbitas son susceptibles no solo a perturbaciones provocadas por los planetas sino también a fuerzas no-gravitationales debidas al lanzamiento de material gaseoso de los cometas en su coma y cola.
Está afiliado a las secciones de Cómputo y Planetas Menores de la Asociación Astronómica Oriental en Sumoto, Japón.
Ha publicado la Nakano Notes sobre observaciones y efemérides de cometas.
En 2001 ganó el Amateur Achievement Award de la Sociedad Astronómica del Pacífico. El asteroide (3431) Nakano se llama así en su honor, y el asteroide (3983) Sakiko en honor a su hermana.
(1026) Ingrid fue reidentificado en 1986 por Syuichi Nakano, finalizando su época de asteroide perdido. (3568) ASCII es otro asteroide perdido cuyo descubrimiento fue realizado por Nakano.